# Hyundai
Hyundai je južnokorejski proizvođač automobila, puno ime tvrtke je Hyundai Motor Company, te također ime istoimenog koncerna punog imena Hyundai Motor Group.
Hyundai je četvrti najveći proizvođač automobila na svijetu, najveća automobilska tvornica na svijetu nalazi se u Ulsanu u Južnoj Koreji.

## Hyundaijevi modeli

### Povijesni modeli
- Hyundai Getz
- Hyundai Accent
- Hyundai i40
- Hyundai Sonata
- Hyundai Tiburon
- Hyundai Pony

### Aktualni modeli u Hrvatskoj
- Hyundai i10
- Hyundai i20
- Hyundai i30
- Hyundai Kona SUV
- Hyundai Tucson SUV
- Hyundai SantaFe SUV
- Hyundai IONIQ EV
- Hyundai Staria

### Autobusi
- Hyundai Universe